# Trichogramma
Trichogramma é um género de pequenas vespas da família Trichogrammatidae, frequentemente utilizadas no controlo biológico de pragas de algumas culturas.

## Lista de espécies
(Incompleta)
- Trichogramma acacioi Brun, Gomez de Moraes & Aragáo Soares, 1984
- Trichogramma acantholydae Pintureau & Kenis, 2000
- Trichogramma achaeae Nagaraja & Nagarkatti, 1969
- Trichogramma acuminatum Querino & Zucchi, 2003
- Trichogramma acutovirilia Pinto, 1998
- Trichogramma adashkevitshi Sorokina, 1984
- Trichogramma agriae Nagaraja, 1973
- Trichogramma agrotidis Voegelé & Pintureau, 1982
- Trichogramma aldanense Sorokina, 1989
- Trichogramma alloeovirilia Querino & Zucchi, 2003
- Trichogramma alpha Pinto, 1998
- Trichogramma aomoriense Honda, 2006
- Trichogramma arcanum Pinto, 1998
- Trichogramma artonae Chen & Pang, 1986
- Trichogramma atopovirilia Oatman & Platner, 1983
- Trichogramma atropos Pinto, 1992
- Trichogramma aurosum Sugonjaev & Sorokina, 1976
- Trichogramma australicum Girault, 1912
- Trichogramma bactrianum Sugonjaev & Sorokina, 1976
- Trichogramma ballmeri Pinto, 1998
- Trichogramma bellaunionense Basso & Pintureau, 2001
- Trichogramma bennetti Nagaraja & Nagarkatti, 1973
- Trichogramma bertii Zucchi & Querino, 2003
- Trichogramma bilingensis He & Pang, 2000
- Trichogramma bispinosum Pinto, 1998
- Trichogramma bistrae (Kostadinov, 1988)
- Trichogramma bourarachae Pintureau & Babault, 1988
- Trichogramma bournieri Pintureau & Babault, 1988
- Trichogramma brassicae Bezdenko, 1968
- Trichogramma brevicapillum Pinto & Platner, 1978
- Trichogramma brevifringiata Yousuf & Shafee, 1987
- Trichogramma browningi Pinto & Oatman, 1985
- Trichogramma bruni Nagaraja, 1983
- Trichogramma buesi Voegelé, 1985
- Trichogramma cacoeciae Marchal, 1927
- Trichogramma californicum Nagaraja & Nagarkatti, 1973
- Trichogramma canadense Pinto, 1998
- Trichogramma carverae Oatman & Pinto, 1987
- Trichogramma castrensis Velasquez de Rios & Teran, 1995
- Trichogramma cephalciae Hochmut & Martinek, 1963
- Trichogramma chilonis Ishii, 1941
- Trichogramma chilotraeae Nagaraja & Nagarkatti, 1969
- Trichogramma choui Chan & Chou, 2000
- Trichogramma chusniddini Sorokina & Atamirzayeva, 1993
- Trichogramma closterae Pang & Chen, 1974
- Trichogramma clotho Pinto, 1992
- Trichogramma colombiensis Velasquez de Rios & Teran, 1995
- Trichogramma cordubensis Vargas & Cabello, 1985
- Trichogramma cultellus Jese, Hirose & Honda, 2005
- Trichogramma danubiense Birova & Kazimirova, 1997
- Trichogramma daumalae Dugast & Voegelé, 1984
- Trichogramma deion Pinto & Oatman, 1986
- Trichogramma demoraesi Nagaraja, 1983
- Trichogramma dendrolimi Matsumura, 1926
- Trichogramma dianae Pinto, 1998
- Trichogramma dissimilis Zucchi, 1988
- Trichogramma distinctum Zucchi, 1988
- Trichogramma drepanophorum Pinto & Oatman, 1985
- Trichogramma elegantum Sorokina, 1984
- Trichogramma embryophagum (Hartig, 1838)
- Trichogramma erebus Pinto, 1998
- Trichogramma erosicornis Westwood, 1879
- Trichogramma esalqueanum Querino & Zucchi, 2003
- Trichogramma ethiopicum (Risbec, 1956)
- Trichogramma euproctidis (Girault, 1911) —
- Trichogramma evanescens Westwood, 1833 —
- Trichogramma exiguum Pinto & Platner, 1978
- Trichogramma falx Pinto & Oatman, 1996
- Trichogramma fasciatum (Perkins, 1912) —
- Trichogramma flandersi Nagaraja & Nagarkatti, 1969
- Trichogramma forcipiformis Zhang & Wang, 1982
- Trichogramma fuentesi Torre, 1980
- Trichogramma funestrum Pinto & Oatman, 1988
- Trichogramma funiculatum Carver, 1978
- Trichogramma fuzhouense Lin, 1994
- Trichogramma gabrielino Pinto, 1998
- Trichogramma galloi Zucchi, 1988
- Trichogramma gicai Pintureau & Stefanescu, 2000
- Trichogramma gordhi Pinto, 1998
- Trichogramma hesperidis Nagaraja, 1973
- Trichogramma higai Oatman & Platner, 1982
- Trichogramma huberi Pinto, 1998
- Trichogramma infelix Pinto, 1998
- Trichogramma ingricum Sorokina, 1984
- Trichogramma interius Pinto, 1998
- Trichogramma inyoense Pinto & Oatman, 1985
- Trichogramma iracildae Querino & Zucchi, 2003
- Trichogramma itsybitsi Pinto & Stouthamer, 2002
- Trichogramma ivelae Pang & Chen, 1974
- Trichogramma jalmirezi Zucchi, 1988
- Trichogramma japonicum Ashmead, 1904
- Trichogramma jaxarticum Sorokina, 1984
- Trichogramma jezoensis Ishii, 1941
- Trichogramma julianoi Platner & Oatman, 1981
- Trichogramma kalkae Schulten & Feijen, 1978
- Trichogramma kaykai Pinto & Stouthamer, 1997
- Trichogramma kayo Risbec, 1951
- Trichogramma kurosuae Taylor, Yashiro, Hirose & Honda, 2005
- Trichogramma lachesis Pinto, 1992
- Trichogramma lacustre Sorokina, 1978
- Trichogramma lasallei Pinto, 1998
- Trichogramma lenae Sorokina, 1991
- Trichogramma leptoparameron Dyurich, 1987
- Trichogramma leucaniae Pang & Chen, 1974
- Trichogramma leviculum Pinto, 1998
- Trichogramma lingulatum Pang & Chen, 1974
- Trichogramma longxishanense Lin, 1994
- Trichogramma lopezandinensis Sarmiento, 1993
- Trichogramma maltbyi Nagarajaé & Nagarkatti, 1973
- Trichogramma mandelai Pintureau & Babault, 1988
- Trichogramma manicobai Brun, Gomez de Moraes & Aragáo Soares, 1984
- Trichogramma maori Pinto & Oatman, 1996
- Trichogramma marandobai Brun, Gomez de Moraes & Aragáo Soares, 1986
- Trichogramma margianum Sorokina, 1984
- Trichogramma marthae Goodpasture, 1986
- Trichogramma marylandense Thorpe, 1982
- Trichogramma maxacalii Voegelé & Pointel, 1980
- Trichogramma meteorum Vincent, 1986
- Trichogramma minutum Riley, 1871 —
- Trichogramma mirabile Dyurich, 1987
- Trichogramma misiae Kostadinov, 1987
- Trichogramma mullensi Pinto, 1998
- Trichogramma mwanzai Schulten & Feijen, 1982
- Trichogramma nemesis Pinto, 1998
- Trichogramma nerudai Pintureau & Gerding, 1999
- Trichogramma nestoris (Kostadinov, 1991)
- Trichogramma neuropterae Chan & Chou, 1996
- Trichogramma nomlaki Pinto & Oatman, 1985
- Trichogramma nubilale Ertle & Davis, 1975
- Trichogramma obscurum Pinto, 1998
- Trichogramma offella Pinto & Oatman, 1985
- Trichogramma okinawae Honda, 2006
- Trichogramma oleae Voegelé & Pointel, 1979
- Trichogramma ostriniae Pang & Chen, 1974
- Trichogramma pallidiventris Nagaraja, 1973
- Trichogramma panamense Pinto, 1998
- Trichogramma pangi Lin, 1989
- Trichogramma papilionidis Viggiani, 1972
- Trichogramma papilionis Nagarkatti, 1974
- Trichogramma parkeri Nagarkatti, 1975
- Trichogramma parnarae Huo, 1986
- Trichogramma parrai Querino & Zucchi, 2003
- Trichogramma parvum Pinto, 1998
- Trichogramma pelovi Kostadinov, 1986
- Trichogramma perkinsi Girault, 1912
- Trichogramma piceum Dyurich, 1987
- Trichogramma piniperda Wolff, 1915
- Trichogramma pinneyi Schulten & Feijen, 1978
- Trichogramma pintoi Voegelé, 1982
- Trichogramma pintureaui Rodríguez & Galán, 1993
- Trichogramma plasseyensis Nagaraja, 1973
- Trichogramma platneri Nagarkatti, 1975
- Trichogramma pluto Pinto, 1998
- Trichogramma poliae Nagaraja, 1973
- Trichogramma polychrosis Chen & Pang, 1981
- Trichogramma pratissolii Querino & Zucchi, 2003
- Trichogramma pratti Pinto, 1998
- Trichogramma pretiosum Riley, 1879 —
- Trichogramma primaevum Pinto, 1992
- Trichogramma principium Sugonjaev & Sorokina, 1976
- Trichogramma psocopterae Chan & Chou, 1996
- Trichogramma pusillum Querino & Zucchi, 2003
- Trichogramma raoi Nagaraja, 1973
- Trichogramma retorridum (Girault, 1911) —
- Trichogramma rojasi Nagaraja & Nagarkatti, 1973
- Trichogramma rossicum Sorokina, 1984
- Trichogramma santarosae Pinto, 1998
- Trichogramma sathon Pinto, 1998
- Trichogramma savalense Sorokina, 1991
- Trichogramma sembeli Oatman & Platner, 1982
- Trichogramma semblidis (Aurivillius, 1897) —
- Trichogramma semifumatum (Perkins, 1910) —
- Trichogramma sericini Pang & Chen, 1974
- Trichogramma shaanxiensis Huo, 1991
- Trichogramma shchepetilnikovae Sorokina, 1984
- Trichogramma sibericum Sorokina, 1981
- Trichogramma silvestre Sorokina, 1984
- Trichogramma sinuosum Pinto, 1998
- Trichogramma sogdianum Sorokina, 1984
- Trichogramma sorokinae Kostadinov, 1986
- Trichogramma stampae Vincent, 1986
- Trichogramma sugonjaevi Sorokina, 1984
- Trichogramma suorangelina Pinto, 1998
- Trichogramma taiwanense Chan & Chou, 2000
- Trichogramma talitzkii Dyurich, 1987
- Trichogramma tenebrosum Oatman & Pinto, 1987
- Trichogramma thalense Pinto & Oatman, 1985
- Trichogramma tielingensis Zhang & Wang, 1982
- Trichogramma trjapitzini Sorokina, 1984
- Trichogramma tshumakovae Sorokina, 1984
- Trichogramma tupiense Querino & Zucchi, 2003
- Trichogramma umerus Jose, Hirose & Honda, 2005
- Trichogramma urquijoi Cabello Garcia, 1986
- Trichogramma ussuricum Sorokina, 1984
- Trichogramma valentinei Pinto & Oatman, 1996
- Trichogramma vargasi Oatman & Platner, 1982
- Trichogramma viggianii Pinto, 1998
- Trichogramma yabui Honda & Taylor, 2006
- Trichogramma yawarae Hirai & Fursov, 1998
- Trichogramma zahiri Polaszek, 2002
- Trichogramma zeirapherae Walter, 1985
- Trichogramma zeta Pinto, 1998
- Trichogramma zucchii Querino, 2003